# Eloy Tato Losada
Eloy Tato Losada (Viladequinta, Orense; 6 de septiembre de 1923-El Barco de Valdeorras Orense; 18 de enero de 2022) fue un obispo católico español, miembro del Instituto Español de San Francisco Javier para Misiones Extranjeras. Fue obispo de Magangué, Colombia.

## Vida

### Primeros años
Estudió en el seminario de Astorga. Fue ordenado sacerdote el 15 de junio de 1946 en la catedral de Astorga. Fue párroco de Valdeorras y ecónomo de Alberguería, sirviendo al mismo tiempo las feligresías de Meda, Prada, Riomao, Curixido y Vilaboa en A Veiga. El 8 de octubre de 1952 se incorporó al Seminario de Misiones en Burgos hasta junio de 1953, año que realizó juramento perpetuo de consagración definitiva al Instituto Español de San Francisco Javier para Misiones Extranjeras.
Fue trasladado a Colombia, siendo profesor en el Seminario Mayor del Vicariato de San Jorge. En 1954 fue nombrado párroco de la cuasi-parroquia de Juan José, en la parte alta del vicariato, lugar asediado por los ataques terroristas de la guerrilla. Al año siguiente, enfermó de paludismo, por lo que se trasladó al Seminario Mayor del Vicariato de San Benito Abad. Fue profesor en este seminario y párroco de la localidad. En 1959 fue nombrado Provicario Apostólico de San Jorge, sucediendo a José Lecuona Labandíbar, que fue nombrado superior general del IEME.

### Obispo
El 3 de mayo de 1960 el papa Juan XXIII, lo nombró obispo titular de Cardicium y vicario apostólico de San Jorge, Colombia. Fue consagrado obispo el 25 de julio de 1960 en la catedral de Astorga por el nuncio Ildebrando Antoniutti asistido por el obispo asturicense José Castelltort Soubeyre y José Lecuona Labandíbar, obispo titular de Vagada y superior general del IEME. En ese momento era el obispo más joven del mundo. Como obispo, asistió a todas las sesiones del Concilio Vaticano II.
El 25 de abril de 1969 fue nombrado obispo de Magangué. El 31 de mayo de 1994 presentó su renuncia como obispo, por motivos de salud. Desde entonces, residió en su aldea natal hasta su fallecimiento el 18 de enero de 2022.